# Gottlieb Muzikant
Gottlieb Muzikant (ur. 27 grudnia 1903, zm.?) – zbrodniarz hitlerowski, sanitariusz SS w kompleksie obozowym Mauthausen-Gusen i SS-Scharführer.
Przed wstąpieniem do SS był bratem laickim w zakonie. W 1943 rozpoczął służbę jako sanitariusz (SS-Sanitäter) w Steyr-Münichholz, podobozie KL Mauthausen, skąd w sierpniu 1944 został przeniesiony do innego podobozu - Melk, gdzie pozostał do kwietnia 1945. Muzikant uchodził za prawdziwy postrach więźniów, których katował na wszelkie możliwe sposoby, mordował zastrzykami fenolu lub rozstrzeliwał.
23 grudnia 1960 skazany został przez zachodnioniemiecki sąd w Fuldzie na dożywocie i dodatkowe 15 lat pozbawienia wolności za zamordowanie około 90 więźniów narodowości czeskiej, słowackiej, rosyjskiej i węgierskiej za pomocą śmiertelnych zastrzyków oraz za zabójstwo kolejnych 100 przez rozstrzelanie i bicie.